# Кинь-Грусть (деревня)
Кинь-Грусть — деревня в Куркинском районе Тульской области России.
В рамках административно-территориального устройства относится к Самарской волости Куркинского района, в рамках организации местного самоуправления включается в Самарское сельское поселение.

## География
Расположена у южной границы райцентра, посёлка городского типа Куркино, в 111 км к юго-востоку от областного центра, г. Тулы. 
В 0,5 км к западу находится посёлок Кинь-Грусть.

## Население
| 2002 | 2010 |
| ---- | ---- |
| 99   | ↘87  |